# Arró
Arró és una entitat municipal descentralitzada del terme d'Es Bòrdes, a la comarca de la Vall d'Aran.
El poble està situat a 885 m d'altitud, a la dreta de la Garona, a l'extrem nord-oest del terme municipal. És un petit nucli de 31 h (2019), unit per un curt brancal a la carretera N-230. És presidit per l'església parroquial de Sant Martí, d'origen romànic i gòtic amb un campanar de torre octogonal. Hi abunden els boscos de pi negre i avets.
Fou municipi independent a 1847 quan es va integrar a Es Bòrdes.
| 1990 | 1991 | 1994 | 1995 | 1996 | 2001 | 2003 | 2005 | 2019 |
| ---- | ---- | ---- | ---- | ---- | ---- | ---- | ---- | ---- |
| 21   | 21   | 21   | 25   | 30   | 29   | 25   | 25   | 31   |